# Yvon Quédec
Yvon Quédec (Boulogne-Billancourt, 8 gennaio 1939) è un ex calciatore francese, di ruolo centrocampista.

## Carriera

### Club
Dal 1959 al 1961 ha giocato nel RC France, ottenendo il terzo posto nella Division 1 1959-1960 ed il secondo in quella seguente. Nel 1961 lascia il Racing ed il calcio professionistico.

### Nazionale
Venne convocato nella Nazionale olimpica di calcio della Francia, per disputare le XVII Olimpiadi. Con i blues ottenne il secondo posto del girone D della fase a gruppi, venendo eliminato dalla competizione. Quédec segnò nella competizione una rete nella vittoria contro il Perù.

## Statistiche

### Cronologia presenze e reti nella Nazionale Olimpica
| Cronologia completa delle presenze e delle reti in nazionale ― Francia Olimpica | Cronologia completa delle presenze e delle reti in nazionale ― Francia Olimpica | Cronologia completa delle presenze e delle reti in nazionale ― Francia Olimpica | Cronologia completa delle presenze e delle reti in nazionale ― Francia Olimpica | Cronologia completa delle presenze e delle reti in nazionale ― Francia Olimpica | Cronologia completa delle presenze e delle reti in nazionale ― Francia Olimpica | Cronologia completa delle presenze e delle reti in nazionale ― Francia Olimpica | Cronologia completa delle presenze e delle reti in nazionale ― Francia Olimpica |
| Data                                                                            | Città                                                                           | In casa                                                                         | Risultato                                                                       | Ospiti                                                                          | Competizione                                                                    | Reti                                                                            | Note                                                                            |
| ------------------------------------------------------------------------------- | ------------------------------------------------------------------------------- | ------------------------------------------------------------------------------- | ------------------------------------------------------------------------------- | ------------------------------------------------------------------------------- | ------------------------------------------------------------------------------- | ------------------------------------------------------------------------------- | ------------------------------------------------------------------------------- |
| 26/08/1960                                                                      | Firenze                                                                         | Francia olimpica                                                                | 2 – 1                                                                           | Perù olimpica                                                                   | Olimpiadi 1960                                                                  | 1                                                                               |                                                                                 |
| 29/08/1960                                                                      | Grosseto                                                                        | Francia olimpica                                                                | 1 – 1                                                                           | India olimpica                                                                  | Olimpiadi 1960                                                                  | -                                                                               |                                                                                 |
| 1º/09/1960                                                                      | Roma                                                                            | Ungheria olimpica                                                               | 7 – 0                                                                           | Francia olimpica                                                                | Olimpiadi 1960                                                                  | -                                                                               |                                                                                 |
| Totale                                                                          |                                                                                 | Presenze                                                                        | 3                                                                               |                                                                                 | Reti                                                                            | 1                                                                               |                                                                                 |